# Montagnes mandchoues-coréennes
Les montagnes mandchoues-coréennes (coréen : 장백산지, chinois : 长白山地, en russe : Маньчжуро-Корейские горы) sont un système montagneux d'Asie de l'Est. Administrativement, le système montagneux est situé dans le Nord-Est de la Chine, le Nord de la Corée du Nord et le Sud-Ouest du kraï du Primorié en Russie.

## Géographie
Les montagnes mandchoues-coréennes forment la ligne de partage des eaux entre la mer Jaune et la mer du Japon. Les contreforts septentrionaux servent de bassin versant aux rivières se jetant dans la mer d'Okhotsk et la mer du Japon. À l'est, le plateau est limité par la vallée du fleuve Suifen / Razdolnaïa.
Elles sont longues de 1 500 km et large jusqu'à 500 km, et s'étendent depuis la plaine du Khanka jusqu'à la péninsule du Liaodong. Ces moontagnes sont caractérisées par une combinaison de chaînes de montagnes et de plateaux et massifs, dont le massif du Changbai, qui culmine à 2 744 m d'altitude au mont Paektu, point culminant de toutes les montagnes.
Dans le kraï du Primorié, les montagnes mandchoues-coréennes (entre 5 % du territoire et 10 % du territoire)  occupent la partie occidentale de celui-ci, du raïon de Khassan jusqu'au raïon du Khanka. Cette zone se divise en trois zones plus petites : les montagnes Noires (ru) ; le plateau de Borissov (ru) et les monts de Pogranitchny (ru) (aussi appelés monts de Barabach). Ces sites font tous office de frontière avec la Chine et ses provinces du Jilin et du Heilongjiang. Les sommets sont tous inférieurs à 1 000 mètres, et ils sont composés de granite, de schiste et de calcaire. La chaîne frontalière, arquée vers le lac de Khanka, a une altitude moyenne de 500 mètres, et descend au fur et à mesure qu'elle s'approche du lac. Le plateau de Borisov, d'un rayon d'environ 40 kilomètres est emprunté par la Suifen, et est entouré des deux autres chaînes citées.
Le climat est de mousson, avec des hivers froids et rigoureux et des étés chauds, avec les précipitations maximales en été.

### Articles connexs
- Géographie du kraï du Primorié